# ضريح باتروني (القصرين)
اضريح باروتي بالقصرين  هو معلم أثري تونسي مصنف من قبل المعهد الوطني للتراث يقع في ولاية القصرين في الجنوب الغربي التونسي، تحديدا في مدينة القصرين تم تصنيف المعلم في يوم 26 جانفي 1883 1893.